# هارولد سانت جون
هارولد سانت جون (1892-1991) (بالإنجليزية: Harold St.John)‏ هو عالم نبات أمريكي.